# Guillaume Le Roy
Guillaume Le Roy († 1493) war ein Inkunabeldrucker, der 1473 die erste Buchdruckerei in Lyon errichtete.

## Leben
Guillaume Le Roy stammt aus Lüttich, wo er zuerst arbeitete, bevor er seine Tätigkeit nach Köln, Basel, Beromünster und schließlich um 1472 nach Lyon verlegte. 1473 errichtete er dort für den Verleger Barthélemy Buyer die erste Buchdruckerei in der Stadt, unter dem Datum 17. September 1473 wurde mit dem Compendium breve, einem Werk des Papstes Innocenz III. aus seiner Zeit als Kardinal, das erste in Lyon gedruckte Buchvais vorgestellt. Diesem lateinischen Text folgen eine Reihe von französischen Übersetzungen lateinischer Vorlagen (Altes und Neues Testament und einzelne biblische Schriften, die erste französische Ausgabe des Speculum historiale des Vinzenz von Beauvais) sowie französische Originaltexte, besonders romanhafte Darstellungen wie der Erstdruck des Ritteromans Baudouin, comte de Flandre. Nach dem Tod seines Dienstherrn 1483 machte er sich selbstständig. Innerhalb kurzer Zeit war eine Reihe von Druckern in Lyon tätig.
Le Roy druckte 1486 auch eine französische Ausgabe des Llibre dels àngels des katalanischen Franziskaners Francesc Eiximenis und eine französische Übersetzung des Briefs des Priesterkönigs Johannes.

## Werke (Auswahl)
- 1473: Compendium breve des Kardinals Lothar von Segni[7]
- 1476: La légende dorée von Jacobus de Voragine[8]; ein weiterer Druck des französischen Textes 1477.[9] Eine lateinische Ausgabe wird zwischen 1483 und 1486 datiert.[10]
- 1477: Speculum Vitæ Humanæ von Rodrigo Sánchez de Arévalo (Rodericus Zamorensis), zwei lateinische Drucke[11] und eine französische Übersetzung (Miroir de la Vie humaine)[12]
- 1480: Livre des merveilles du monde von Jean de Mandeville[13] sowie eine weitere undatierte Ausgabe.[14]
- 1483: eine Adaption der Énéide (Aeneis) von Vergil[15]
- 1483: Consolatio philosophiae von Boethius in der französischen Übersetzung des Jean de Meung[16]
- 1485: Directorium Paschale Lugdunense[17]
- 1485: La destruction de Troyes von Jacques Millet[18]
- 1485: Des propriétés des choses von Barthélemy l’Anglais[19]
- um 1477[20], 1483[21] und 1486[22]: Pierre de Provence et la belle Maguelonne (Die schöne Magelone)[23]
- um 1485: La Farce de Maître Pathelin[24]
- um 1485: La danse des Aveugles von Pierre Michault, zwei Ausgaben.[25]
- 1484?[26], [ 1485?][27] und 1487[28]  : Fierabras (in drei Ausgaben)[29]
- um 1487: Les faits de Bertrand du Guesclin, erste und einzige Inkunabelausgabe[30]
- um 1487 : Mélusine[31]
- um 1487 : Roman de la Rose[32]
- nicht datierbar: Lapidaire.[33]